# ダッペル市場

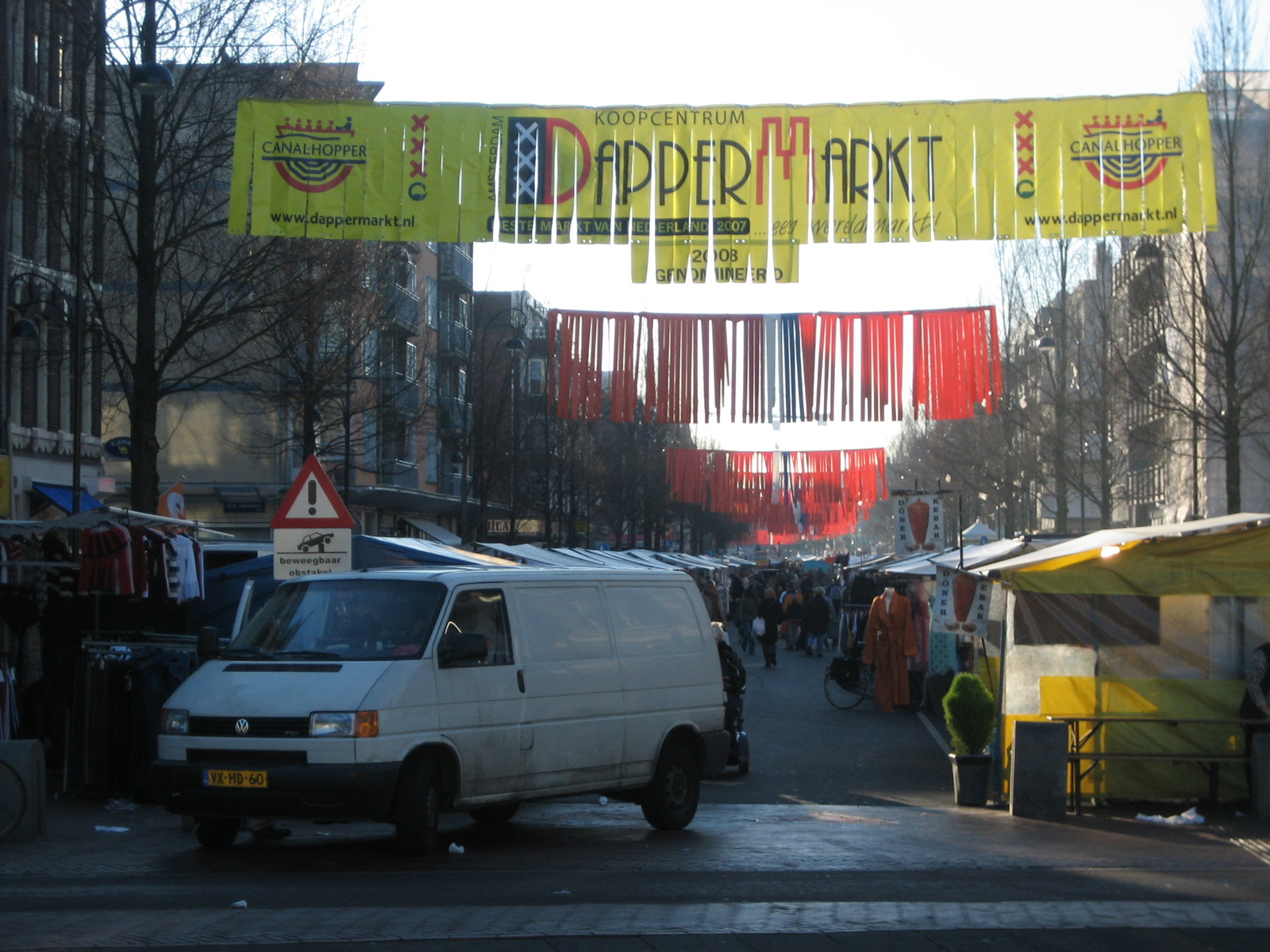
ダッペル通り

ダッペル市場またはダッペルマルクト（Dappermarkt）はオランダのアムステルダム市 東区（Oost/Watergraafsmeer）のダッペル通り（Dapperstraat）で行われる大規模な露天市場のこと。

## 概要
露天市場は週6日（月～土曜日）、朝9時ごろから夕方18時ごろまで開かれ、この間は完全に歩行者専用道路となる。野菜や果物といった食料品、衣料品や雑貨など日用品を扱う店が主に出店している。露天が出ているダッペル通りの延長距離は約600m、店舗数は200～250店舗である。
周辺は旧オランダ領アンティルや植民地だったスリナム出身の中南米系住民が集中している地域で、彼らのための食品や衣料品、雑貨が充実している。また北側・東側には地下鉄工事などに伴う集団移転先となったユダヤ人コミュニティも近く、これら多様な民族性が独特な個性を醸し出す陽気な市場であり、隣接するJavastraatの商店街と共に市内東部の商業的中核を形成している。
露天市場の公式ホームページによれば、ナショナル・ジオグラフィック誌2007年11月・12月版で『Top 10 shopping streets』の第8位に選ばれたそうである。

## 歴史
露天市場は1910年頃アムステルダム市当局によって開設された。この時同時に開設された市場にはアルバート・カイプ市場、リンデンフラハト市場、テン・カテ市場などがある。

## 交通アクセス
- オランダ鉄道 アムステルダム・ムイデルポート駅より約200m
- トラム3,7系統 ダッペル通り停留所すぐ
- トラム14系統 Pontanusstraat停留所すぐ

## 近隣施設
- 人類学博物館（Tropenmuseum）
- 動物園（Natura Artis Magistra）
- 東部公園（Oosterpark）
- 東区役所（Stadsdeelkantoor Oost）